# Чахово (Нижньосілезьке воєводство)
Чахово (пол. Czachowo) — село в Польщі, у гміні Завоня Тшебницького повіту Нижньосілезького воєводства.
Населення — 198 осіб (2011).
У 1975-1998 роках село належало до Вроцлавського воєводства.

## Демографія
Демографічна структура станом на 31 березня 2011 року:
|          | Загалом | Допрацездатний вік | Працездатний вік | Постпрацездатний вік |
| -------- | ------- | ------------------ | ---------------- | -------------------- |
| Чоловіки | 88      | 24                 | 59               | 5                    |
| Жінки    | 110     | 25                 | 64               | 21                   |
| Разом    | 198     | 49                 | 123              | 26                   |